# Zapotèque de Miahuatlán
Le zapotèque de Miahuatlán est une variété de la langue zapotèque parlée dans l'État de Oaxaca, au Mexique.

## Localisation géographique
Le zapotèque de Miahuatlán est parlé dans la ville de Santa Catarina Cuixtla (en) dans le sud du centre de l'État de Oaxaca, au Mexique,.

## Utilisation
Ses locuteurs utilisent aussi l'espagnol. Un dictionnaire a été édité.